# Голіцин Микола Дмитрович
Князь Микола Дмитрович Голіцин (рос. Никола́й Дми́триевич Голи́цын 1850—1925) — державний діяч Російської імперії, останній голова Ради міністрів імперії (27 грудня 1916 [9 січня 1917] — 27 лютого [12 березня] 1917).

## Дитинство, юність і початок службової кар'єри
Народився 31 березня (12 квітня) 1850 року в селі Поріччя Можайського повіту Московської губернії. Походив з князівського роду Голіциних. Батько — відставний прапорщик князь Дмитро Борисович Голіцин (1803—1864), мати — Софія Миколаївна Пущина (26.1.1827—26.7.1876), колишня начальниця Санкт-Петербурзького Єлизаветинського інституту.
Дитинство і юність князя пройшли в маєтку його батьків — селах Владимирському і Литкино Дорогобузького повіту Смоленської губернії. Виховувався і навчався в Олександрівському ліцеї, який закінчив у 1871 році з чином колезького секретаря і був визначений на службу по Міністерству внутрішніх справ, займав різні посади в Царстві Польському.
1 червня 1873 року призначений виконувачем посади комісара з селянських справ Кольненского повіту Ломжинської губернії, затверджений на цій посаді 12 вересня 1874 року. 25 січня 1874 року він отримав чин титулярного радника, 27 червня 1875 року йому був наданий орден святого Станіслава 3-го ступеня. З 25 січня 1876 року — колезький асесор. 26 серпня 1876 року отримав чин камер-юнкера, а 5 січня 1879 року — надвірного радника.

## Губернаторство
30 листопада 1879 року призначений архангельським віце-губернатором. «За відмінну старанну службу» на цій посаді отримав чин колезького радника (1881) і нагороджений орденом св. Анни 2 ступеня (1882).
З 14 червня 1884 року — віце-директор Господарського департаменту Міністерства внутрішніх справ. У цей період служби князь Голіцин призначався від Міністерства внутрішніх справ членом в різні робочі міністерські комісії. У 1885 році нагороджений орденом св. Володимира 3 ступеня та наданий чин статського радника.
19 грудня 1885 року призначений виконувачем посади архангельського губернатора, 30 серпня 1887 року затверджений на посаді з отриманням чину дійсного статського радника.
13 червня 1893 року призначений калузьким губернатором. За час перебування на цій посаді князь Голіцин відзначений такими нагородами: орденом св. Анни I ступеня (1 січня 1895 р.), срібною медаллю для носіння в петлиці на Андріївській стрічці в пам'ять священного коронування імператора Миколи II (15 лютого 1896 р.), отримав чин таємного радника (14 травня 1896 р.), срібною медаллю на стрічці ордена св. Олександра Невського (26 лютого 1896 р.), темно-бронзовою медаллю на стрічці кольорів державного прапора за праці з першого загального перепису населення 1897 року (30 січня 1897 р.).
7 листопада 1897 року призначений тверським губернатором.

## Сенатор

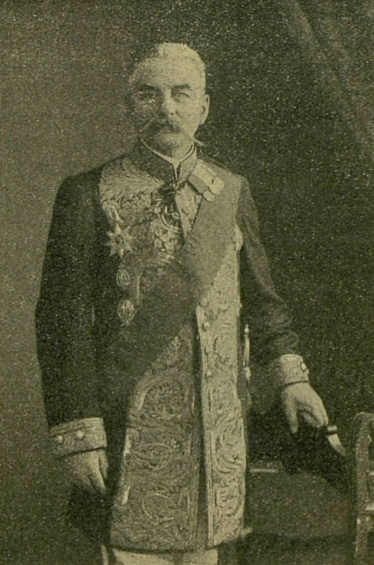

У 1903 році призначений сенатором, з 1904 року був присутній в Першому департаменті Сенату.
Травень 1914 року — нагороджений званням дійсного таємного радника.
Травень 1915 року — призначений головою Комітету з надання допомоги російським військовополоненим у ворожих країнах, що складається під заступництвом імператриці Олександри Федорівни.
З 24 листопада 1915 року призначений членом Державної ради, з 1 січня 1916 року призначений до присутності в ній. Входив у праву групу.

## Голова Ради міністрів
27 грудня 1916 року, на наполегливою вимогою імператриці Олександри Федорівни, був призначений головою Ради міністрів. Камер-юнкер О. О. Татищев (1885—1947) у своїх спогадах писав: «В самому кінці року був звільнений Трепов. Наступником його був призначений князь Микола Дмитрович Голіцин, наймиліша людина, а не державний діяч великого калібру. Він сам це усвідомлював і довго благав Государя скасувати його призначення, посилаючись на свою непідготовленість для ролі прем'єра. Але потім, як вірнопідданий, підкорився і вступив на посаду, в якій, проте, по суті, залишався безсилим».
В умовах наростання політичної та економічної криз виступав за діалог з Державною думою, клопотав перед імператором Миколою ІІ про відставку міністра внутрішніх справ Олександра Протопопова. Виступив проти розпуску Думи. 27 лютого (12 березня) 1917 року, разом із Михайлом Родзянком, великим князем Михайлом Олександровичем і іншими брав участь в обговоренні телеграми Миколі II (відправлена від імені великого князя), в якій повідомлялося про серйозність положення в Петрограді і необхідності призначення головою Ради міністрів авторитетного громадського діяча. З початком Лютневої революції князь Голіцин не виявив рішучості у придушенні заворушень.
В ході революції 27 лютого (12 березня) функції уряду були прийняті на себе Тимчасовим комітетом Державної думи, а князь Голіцин разом з іншими міністрами заарештований 28 лютого (13 березня) 1917 року. Давав свідчення Надзвичайній слідчій комісії Тимчасового уряду.

## Арешти і загибель
Після захоплення влади більшовиками князь Голіцин залишився в Росії, заробляв на життя шевським ремеслом і охороною громадських городів.
Хоча політичною діяльністю не займався, в 1920—1924 роках двічі заарештовувався органами ВЧК-ОДПУ за підозрою у зв'язку з контрреволюціонерами.
Після третього арешту (12 лютого 1925 р. у зв'язку зі «Справою ліцеїстів» ухвалою Колегії ОДПУ від 22 червня 1925 р. був розстріляний 2 липня 1925 року в Ленінграді.
У 2004 році матеріали справи князя Голіцина вивчав відділ реабілітації жертв політичних репресій Генпрокуратури Російської Федерації. У висновку працівника ВЧК, який проводив слідство, було записано, що Голіцин звільнений від арешту, оскільки «перебував у хворобливому стані і мав похилий вік, у зв'язку з чим небезпеки для РРФСР не уявляв», тобто не за реабілітуючими підставами. Фахівці прокуратури прийшли до висновку, що в матеріалах справи відсутня відомість про будь-яку протиправну діяльність Голіцина і він підлягає реабілітації.

## Родина
З 29 квітня 1881 року був одружений з Євгенією Шарлоттою Грюнберг (1864—1934, Ніцца). Їх діти:
- Дмитро (1882—1928), закінчив Морський кадетський корпус (1902), капітан 2-го рангу. В еміграції у Франції, помер у Ніцці.[3] Перша дружина Ніна Володимирівна Бокман (1885—1919, розстріляна), друга — Френсіс Сімпсон Стіренс (1894—?).
- Микола (17.07.1883—1931,), вихованець Олександрівського ліцею. Заарештований НКВД і засланий на Соловки, розстріляний
- Олександр (31.10.1885—24.03.1974, Тулон), камер-юнкер, чиновник МВС. В еміграції у Франції. З 4 лютого 1927 року був одружений з княжною імператорської крові Мариною Петрівною.
- Євген (1888—1928), капітан лейб-гвардії 4-го стрілецького полку. В еміграції у Франції, помер у Парижі.
- Софія (1886—1891)
- Ольга (1891—1892)

## Твори
- Записка архангельского губернатора действительного статского советника князя Н. Д. Голицына по обозрению Печорского края летом 1887 года. — Архангельск, 1888.